# Polska na Zimowych Igrzyskach Olimpijskich 2018
Polska na Zimowych Igrzyskach Olimpijskich 2018 – 62-osobowa reprezentacja Polski na Zimowych Igrzyskach Olimpijskich 2018 w Pjongczangu.
W kadrze znalazło się 36 mężczyzn i 26 kobiet. Reprezentacja Polski miała swoich przedstawicieli w 12 spośród 15 dyscyplin. Była to najliczniejsza reprezentacja kraju w historii 23 startów na zimowych igrzyskach olimpijskich. Chorążym reprezentacji podczas ceremonii otwarcia był panczenista Zbigniew Bródka, dla którego był to czwarty występ olimpijski, a podczas ceremonii zamknięcia – bobsleista Mateusz Luty.

## Kwalifikacje

### Kombinacja norweska
W zawodach kombinacji norweskiej może wziąć udział maksymalnie 55 zawodników. Kwoty startowe w kombinacji norweskiej dla poszczególnych krajów uwarunkowane były wynikami zawodników z danego państwa w okresie kwalifikacyjnym (1 lipca 2016 – 21 stycznia 2018), Narodowy komitet olimpijski może wystawić co najwyżej 5 reprezentantów. Polsce przypadły 4 miejsca startowe (trzy za wyniki osiągane w Pucharze Świata i Letnim Grand Prix oraz jedno w celu uzupełnienia liczby krajów uprawnionych do startu w konkursie drużynowym do poziomu 10 reprezentacji). Zawodnicy mogą wziąć udział, gdy w ciągu swojej kariery zdobyli co najmniej jeden punkt w Pucharu Świata lub Letnim Grand Prix lub, w okresie kwalifikacyjnym, zgromadzili przynajmniej jeden punkt w klasyfikacji Pucharu Kontynentalnego. W jednej konkurencji może wystąpić maksymalnie czterech zawodników z jednego kraju. W polskiej kadrze znaleźli się Paweł Słowiok, Adam Cieślar, Szczepan Kupczak i Wojciech Marusarz.

### Łyżwiarstwo figurowe
Polscy łyżwiarze figurowi mogli uzyskać kwalifikację olimpijską podczas dwóch imprez rozgrywanych w 2017 roku. Pierwszą możliwością kwalifikacji były mistrzostwa świata, podczas których państwa mogły uzyskać maksymalnie do 3 kwalifikacji w każdej z czterech konkurencji. Pozostałe wolne miejsca zostały obsadzone podczas turnieju Nebelhorn Trophy, gdzie każdy kraj mógł uzyskać tylko jedno miejsce w każdej konkurencji z zastrzeżeniem, że do tej pory nie zagwarantował sobie startu na igrzyskach. Na mistrzostwach świata, rozgrywanych w dniach od 29 marca do 2 kwietnia 2017 r. w Helsinkach, Polskę reprezentowało troje łyżwiarzy – solista Igor Rezniczenko oraz para taneczna Natalia Kaliszek i Maksym Spodyriew. Podczas tych zawodów jedynie para taneczna, dzięki zajęciu czternastego miejsca, zdołała uzyskać kwalifikację olimpijską i zapewniła Polsce jedno miejsce w tej konkurencji na zimowych igrzyskach olimpijskich. Solista Igor Reziczenko, zajmując 29. miejsce, nie zakwalifikował się do drugiej części zawodów (program dowolny), co przekreśliło jego szanse na zdobycie kwalifikacji podczas tej imprezy. W drugich i zarazem ostatnich zawodach, podczas których państwa mogły uzyskać kwalifikację do zimowych igrzysk olimpijskich, o miejsce dla Polski walczyli solista Igor Rezniczenko oraz solistka Elżbieta Gabryszak. W puli turnieju Nebelhorn Trophy, rozgrywanego w dniach 27–30 września 2017, do obsadzenia pozostało po sześć miejsc w konkurencjach solistów. Tym samym, pomimo zajęcia 11. miejsca, Igor Rezniczenko nie uzyskał kwalifikacji olimpijskiej, a Polska znalazła się na 4. miejscu listy oczekujących. Solistka Elżbieta Gabryszak zajęła 24. miejsce i również nie zdołała uzyskać kwalifikacji.

### Saneczkarstwo
Dla saneczkarzy podstawą kwalifikacji było miejsce w rankingu FIL, na który składały się punkty zdobywane w zawodach Pucharu Świata w sezonie przedolimpijskim (od 1 lipca 2016 do 30 czerwca 2017) i olimpijskim (od 1 lipca 2017 do 31 grudnia 2017). Aby pojechać do Pjongczangu zawodnicy w jedynkach mężczyzn musieli zajmować minimum 37 lokatę, dla pań była to 27 lokata, a dla męskich dwójek 17. Dodatkowym wymogiem było minimum pięciokrotne zajęcie miejsc punktowanych, w powyższym okresie, w zawodach Pucharu Świata, Pucharu Świata Juniorów lub Pucharze Narodów. 20 grudnia 2017 roku w liście przesłanym do PKOL FIL potwierdził, że Polacy wywalczyli 6 kwalifikacji. Byli to: Ewa Kuls-Kusyk (24. lokata w rankingu), Natalia Wojtuściszyn (25.), Maciej Kurowski (28.), Mateusz Sochowicz (34.) w jedynkach oraz Wojciech Chmielewski i Jakub Kowalewski (15.) w dwójkach.

### Skoki narciarskie
Kwoty startowe w skokach narciarskich dla poszczególnych krajów uwarunkowane były wynikami zawodników z danego państwa w okresie kwalifikacyjnym (1 lipca 2016 – 21 stycznia 2018). Zgodnie z tymi kryteriami Polska otrzymała prawo zgłoszenia do igrzysk 5 mężczyzn oraz żadnej kobiety. Do zawodów olimpijskich w skokach narciarskich zakwalifikowani mogli zostać zawodnicy, którzy urodzili się przed 2002 rokiem, spełnili postanowienia Karty Olimpijskiej i wymagania medyczne, a także w swojej karierze zdobyli przynajmniej jeden punkt do klasyfikacji Pucharu Świata lub Letniego Grand Prix lub, w okresie od lipca 2016 do 21 stycznia 2018 zdobyli co najmniej jeden punkt do klasyfikacji Pucharu Kontynentalnego. Spośród polskich skoczków, którzy spełnili te wymogi, szkoleniowiec reprezentacji Stefan Horngacher powołał na igrzyska pięciu zawodników. W kadrze olimpijskiej znaleźli się: Kamil Stoch, Dawid Kubacki, Stefan Hula, Piotr Żyła i Maciej Kot.

### Pozostałe dyscypliny

#### Curling
W curlingu eliminacjami były mistrzostwa świata. Reprezentacje Polski nie wystąpiły w turniejach kobiet i mężczyzn. Awans olimpijski był możliwy jedynie w przypadku curlingu par mieszanych, punkty kwalifikacyjne przyznawano pierwszym 12 drużynom. Polacy nie zdobyli punktów – w 2016 Aneta Lipińska i Michał Janowski zajęli 22. pozycję, rok później para Karolina Florek i Damian Herman została sklasyfikowana na 33. miejscu.

#### Hokej na lodzie
Reprezentacja Polski w hokeju na lodzie mężczyzn rozpoczęła kwalifikacje do igrzysk od trzeciej rundy. W turnieju rozgrywanym w Budapeszcie w dniach 11–14 lutego 2016 roku pokonała Estonię, Litwę oraz Węgry i z pierwszego miejsca awansowała do ostatniej rundy kwalifikacji. Turniej decydujący o awansie na igrzyska odbył się w dniach 1–4 września 2016 roku w Mińsku, a rywalami były reprezentacje Białorusi, Słowenii i Danii. Polscy hokeiści przegrali wszystkie trzy spotkania i zajęli ostatnie miejsce w tabeli, natomiast awans uzyskała reprezentacja Słowenii. Reprezentacja Polski w hokeju na lodzie kobiet rywalizowała o awans na igrzyska od drugiej rundy kwalifikacji. W turnieju rozgrywanym w dniach 3–6 listopada 2016 roku w Astanie Polki zajęły drugie miejsce w grupie. Zwycięstwo odniosły reprezentantki Kazachstanu i awansowały do dalszych eliminacji.

## Delegacja olimpijska
Funkcję przewodniczącego polskiej reprezentacji olimpijskiej w Pjongczangu pełnił Andrzej Kraśnicki, a jego zastępcą był Adam Krzesiński. Rolę attaché olimpijskiego pełnił Wojciech Jasiński, prezes Polskiego Koncernu Naftowego Orlen. Szefem misji olimpijskiej była Marzenna Koszewska, której zastępcą był Marcin Nowak, a funkcję członków misji pełnili Ewelina Wawrynkiewicz-Binda, Urszula Jankowska i Marcin Doroś. Rzecznikiem prasowym kadry był Henryk Urbaś, a szefem misji medycznej Hubert Krysztofiak. W skład misji medycznej weszli ponadto lekarze Jarosław Krzywański, Marek Krochmalski, fizjoterapeuta Piotr Trochimczuk oraz psycholog sportu Martyna Nowak.
Głównymi trenerami reprezentacji Polski w poszczególnych dyscyplinach na igrzyskach olimpijskich w Vancouver byli: Mykola Panitkin (biathlon mężczyzn), Tobias Torgersen (biathlon kobiet), Janusz Krężelok i Andrzej Michałek (biegi narciarskie mężczyzn), Janusz Krężelok i Mariusz Hluchnik (biegi narciarskie kobiet), Aleksander Wierietielny (trener Justyny Kowalczyk), Jānis Miņins (bobsleje), Danny Winkelmann (kombinacja norweska), Sylwia Nowak-Trębacka (łyżwiarstwo figurowe), Krzysztof Niedźwiedzki (łyżwiarstwo szybkie kobiet), Witold Mazur (łyżwiarstwo szybkie mężczyzn), Toumas Nieminen (trener główny – sprint), Markus Sparber (trener główny narciarstwa alpejskiego), Marcin Orłowski, Armin Jeitner, Markus Sparber, Mariusz Kłusak (trenerzy indywidualni narciarzy alpejskich), Przemysław Buczyński (narciarstwo dowolne), Marek Skowroński (saneczkarstwo), Anna Lukanova-Jakubowska (short-track), Stefan Horngacher (skoki narciarskie), Piotr Skowroński, Mariusz Kufel (snowboard).
Polska delegacja olimpijska na igrzyska w Pjongczangu liczyła łącznie osób

## Ślubowanie

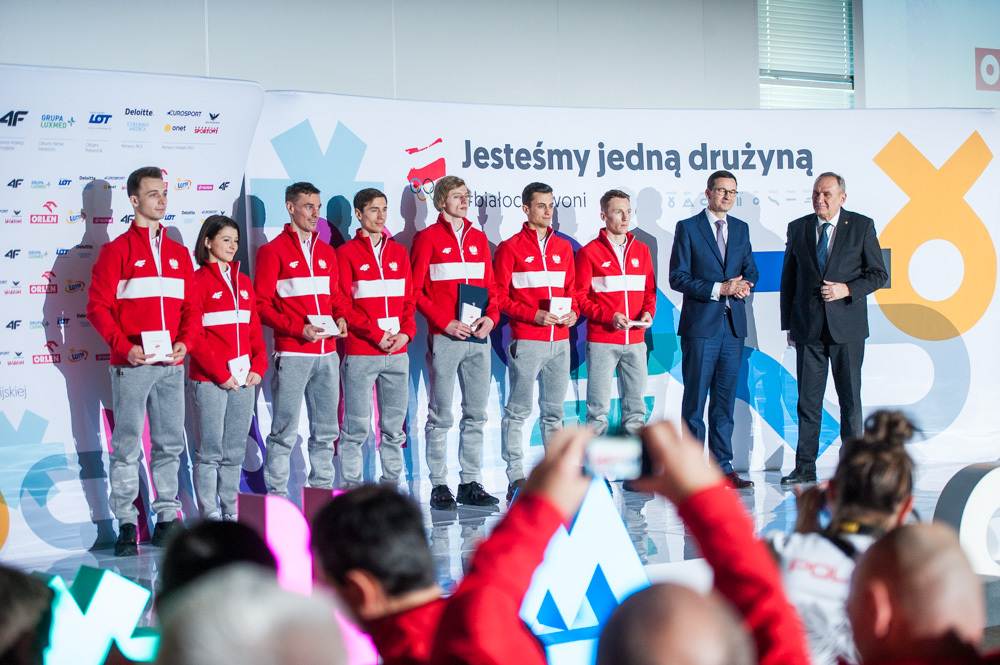
Premier Mateusz Morawiecki wziął udział w uroczystości ślubowania ekipy olimpijskiej reprezentującej Polskę na Zimowych Igrzyskach Olimpijskich w Pjongczangu 2018

We wtorek 30 stycznia 2018 roku w Centrum Olimpijskim w Warszawie odbyło się ślubowanie olimpijskie pierwszej grupy reprezentantów Polski przed igrzyskami w Pjongczangu. Przysięgę złożyło trzynaścioro sportowców, przedstawicieli łyżwiarstwa szybkiego, short tracku oraz ich sztaby szkoleniowe. Tekst przysięgi odczytała Katarzyna Bachleda-Curuś. Ślubował również Zbigniew Bródka, który będzie pełnił rolę chorążego reprezentacji. Wszyscy zawodnicy odebrali pamiątkowe medale z wybitą łyżwą i złożyli podpis na polskiej fladze. Druga grupą, która złożyła ślubowanie byli saneczkarze, którzy nominacje olimpijskie odebrali w środę 31 stycznia. W imieniu zawodników przysięgę odczytała Ewa Kuls-Kusyk, a trenerów Marek Skowroński. Trzecią grupą, która otrzymała nominacje na wyjazd do Pjongczangu byli biathloniści, narciarze alpejscy i biegacze narciarscy. Złożyli oni przysięgę w czwartek 1 lutego w Centrum Olimpijskim. Jej słowa w imieniu zawodników odczytała biathlonistka Weronika Nowakowska, natomiast w imieniu trenerów i osób towarzyszących Janusz Krężelok. Następnego dnia ślubowanie złożyli bobsleiści oraz osoby ich wspomagające. W imieniu sportowców przysięgę odczytał Mateusz Luty, a w imieniu sztabu szkoleniowego trener Janis Minins. W poniedziałek 5 lutego w Centrum Olimpijskim PKOl nominacje olimpijskie otrzymali skoczkowie narciarscy oraz łyżwiarze figurowi wraz ze sztabami szkoleniowymi i osobami wspomagającymi. Słowa przysięgi w imieniu zawodników odczytał Dawid Kubacki, a w imieniu trenerów i osób współpracujących Sylwia Nowak-Trębacka, trenerka polskiej pary łyżwiarskiej. Gościem specjalnym był premier Mateusz Morawiecki.

## Sponsorzy
Sponsorami Polskiego Komitetu Olimpijskiego, a co za tym idzie reprezentacji Polski na igrzyska w Pjongczangu były firmy: Totalizator Sportowy będący sponsorem generalnym, PKN Orlen, który był sponsorem strategicznym, Tauron Polska Energia oraz 4F sponsor kolekcji olimpijskiej. Głównym partnerem medycznym była grupa LuxMed, a oficjalnym przewoźnikiem został Lot. Ponadto oficjalnymi partnerami reprezentacji Polski byli: Columna Medica oraz Deloitte. Partnerami medialnymi byli Eurosport, Rzeczpospolita, Onet i Przegląd Sportowy.

## Nagrody finansowe
23 stycznia Polski Komitet Olimpijski uchwalił regulamin dotyczący wysokości nagród finansowych za zdobycie medali na Zimowych Igrzyskach Olimpijskich 2018.
| Konkurencje  | Konkurencje | Złoty medal    | Srebrny medal | Brązowy medal   |
| ------------ | ----------- | -------------- | ------------- | --------------- |
| indywidualne | zawodnik    | do 120 tys. zł | do 80 tys. zł | do 50 tys. zł   |
| indywidualne | trener      | do 60 tys. zł  | do 40 tys. zł | do 25 tys. zł   |
| drużynowe    | zawodnik    | do 90 tys. zł  | do 60 tys. zł | do 37,5 tys. zł |
| drużynowe    | trener      | do 60 tys. zł  | do 40 tys. zł | do 25 tys. zł   |

## Zdobyte medale
| Medale według dni | Medale według dni | Medale według dni | Medale według dni | Medale według dni | Medale według dni | Medale według dni |
| ----------------- | ----------------- | ----------------- | ----------------- | ----------------- | ----------------- | ----------------- |
| Dzień             | Data              | złoto             | srebro            | brąz              | Razem             |                   |
| Dzień 0           | 09.02             | –                 | –                 | –                 | –                 |                   |
| Dzień 1           | 10.02             | 0                 | 0                 | 0                 | 0                 |                   |
| Dzień 2           | 11.02             | 0                 | 0                 | 0                 | 0                 |                   |
| Dzień 3           | 12.02             | 0                 | 0                 | 0                 | 0                 |                   |
| Dzień 4           | 13.02             | 0                 | 0                 | 0                 | 0                 |                   |
| Dzień 5           | 14.02             | 0                 | 0                 | 0                 | 0                 |                   |
| Dzień 6           | 15.02             | 0                 | 0                 | 0                 | 0                 |                   |
| Dzień 7           | 16.02             | 0                 | 0                 | 0                 | 0                 |                   |
| Dzień 8           | 17.02             | 1                 | 0                 | 0                 | 1                 |                   |
| Dzień 9           | 18.02             | 0                 | 0                 | 0                 | 0                 |                   |
| Dzień 10          | 19.02             | 0                 | 0                 | 1                 | 1                 |                   |
| Dzień 11          | 20.02             | 0                 | 0                 | 0                 | 0                 |                   |
| Dzień 12          | 21.02             | 0                 | 0                 | 0                 | 0                 |                   |
| Dzień 13          | 22.02             | 0                 | 0                 | 0                 | 0                 |                   |
| Dzień 14          | 23.02             | 0                 | 0                 | 0                 | 0                 |                   |
| Dzień 15          | 24.02             | 0                 | 0                 | 0                 | 0                 |                   |
| Dzień 16          | 25.02             | 0                 | 0                 | 0                 | 0                 |                   |

Pierwszy medal dla reprezentacji – złoty – zdobył ósmego dnia zawodów finałowych skoczek narciarski Kamil Stoch w konkursie na dużej skoczni. Drugi – brązowy – zdobyli dziesiątego dnia skoczkowie (w składzie Kamil Stoch, Maciej Kot, Stefan Hula oraz Dawid Kubacki) w konkursie drużynowym na dużej skoczni.
| Medal | Zawodnik                                         | Dyscyplina        | Konkurencja       | Rezultat | Data      |
| ----- | ------------------------------------------------ | ----------------- | ----------------- | -------- | --------- |
| Złoto | Kamil Stoch                                      | Skoki narciarskie | duża skocznia     | 285,7    | 17 lutego |
| Brąz  | Stefan Hula Maciej Kot Dawid Kubacki Kamil Stoch | Skoki narciarskie | konkurs drużynowy | 1072,4   | 19 lutego |

## Statystyki według dyscyplin
Najwięcej reprezentantów Polski wystąpiło w biathlonie, biegach narciarskich i łyżwiarstwie szybkim. Żaden reprezentant nie wystąpił w curlingu, hokeju na lodzie i skeletonie.
| Lp.     | Dyscyplina            | Mężczyźni | Kobiety | Łącznie |
| ------- | --------------------- | --------- | ------- | ------- |
| 1       | Biathlon              | 2         | 5       | 7       |
| 2       | Biegi narciarskie     | 3         | 4       | 7       |
| 3       | Bobsleje              | 4 (+1)    | –       | 4 (+1)  |
| 4       | Kombinacja norweska   | 4         | –       | 4       |
| 5       | Łyżwiarstwo figurowe  | 1         | 1       | 2       |
| 6       | Łyżwiarstwo szybkie   | 8         | 6       | 14      |
| 7       | Narciarstwo alpejskie | 2         | 1       | 3       |
| 8       | Narciarstwo dowolne   | –         | 1       | 1       |
| 9       | Saneczkarstwo         | 4         | 2       | 6       |
| 10      | Short track           | 1         | 2       | 3       |
| 11      | Skoki narciarskie     | 5         | –       | 5       |
| 12      | Snowboarding          | 2         | 4       | 6       |
| Łącznie | Łącznie               | 36 (+1)   | 26      | 62 (+1) |

## Skład reprezentacji

### Biathlon
Polskę w igrzyskach w Pjongczangu reprezentowało dwóch biathlonistów i pięć biathlonistek. Najbardziej doświadczonymi zawodniczkami w polskiej kadrze były Magdalena Gwizdoń oraz Krystyna Guzik, dla których były to czwarte igrzyska w karierze.
Źródło:

#### Kobiety
- Krystyna Guzik
- Magdalena Gwizdoń
- Monika Hojnisz
- Weronika Nowakowska
- Kamila Żuk

| Konkurencja       | Zawodniczka         | Strzelanie  | Czas      | Strata   | Miejsce |
| ----------------- | ------------------- | ----------- | --------- | -------- | ------- |
| Sprint            | Krystyna Guzik      | 1 (1+0)     | 22:43,3   | +1:37,1  | 28.     |
| Sprint            | Magdalena Gwizdoń   | 3 (0+3)     | 23:35,7   | +2:29,5  | 56.     |
| Sprint            | Monika Hojnisz      | 3 (1+2)     | 23:20,6   | +2:14,4  | 45.     |
| Sprint            | Weronika Nowakowska | 2 (1+1)     | 23:03,7   | +1:57,0  | 34.     |
| Bieg pościgowy    | Krystyna Guzik      | 4 (1+1+1+1) | 34:24,3   | +3:49,0  | 36.     |
| Bieg pościgowy    | Magdalena Gwizdoń   | 5 (1+2+2+0) | 36:07,0   | +5:31,7  | 49.     |
| Bieg pościgowy    | Monika Hojnisz      | 4 (1+1+2+0) | 35:05,6   | +4:30,3  | 43.     |
| Bieg pościgowy    | Weronika Nowakowska | 2 (0+1+1+0) | 33:46,2   | +3:10,9  | 30.     |
| Bieg indywidualny | Krystyna Guzik      | 4 (1+0+2+1) | 46:49,5   | +5:42,3  | 52.     |
| Bieg indywidualny | Magdalena Gwizdoń   | 8 (1+2+3+2) | 51:49,7   | +10:42,5 | 83.     |
| Bieg indywidualny | Monika Hojnisz      | 1 (0+1+0+0) | 43:02,0   | +1:54,8  | 6.      |
| Bieg indywidualny | Weronika Nowakowska | 2 (0+0+0+2) | 44:34,6   | +3:27,4  | 21.     |
| Bieg masowy       | Monika Hojnisz      | 0 (0+0+0+0) | 36:59,2   | 36:59,2  | 15.     |
| Sztafeta          | Krystyna Guzik      | 1 + 14      | 1:12:47,0 | +43,6    | 7.      |
| Sztafeta          | Magdalena Gwizdoń   | 1 + 14      | 1:12:47,0 | +43,6    | 7.      |
| Sztafeta          | Weronika Nowakowska | 1 + 14      | 1:12:47,0 | +43,6    | 7.      |
| Sztafeta          | Monika Hojnisz      | 1 + 14      | 1:12:47,0 | +43,6    | 7.      |

#### Mężczyźni
- Grzegorz Guzik
- Andrzej Nędza-Kubiniec

| Konkurencja       | Zawodnik               | Strzelanie  | Czas    | Strata  | Miejsce |
| ----------------- | ---------------------- | ----------- | ------- | ------- | ------- |
| Sprint            | Grzegorz Guzik         | 2 (0+2)     | 25:52,2 | +2:13,4 | 59.     |
| Sprint            | Andrzej Nędza-Kubiniec | 2 (2+0)     | 25:59,2 | +2:20,4 | 67.     |
| Bieg pościgowy    | Grzegorz Guzik         | 6 (2+1+2+1) | 39:07,3 | +6:15,6 | 56.     |
| Bieg indywidualny | Grzegorz Guzik         | 2 (0+0+1+1) | 51:51,8 | +3:48,0 | 33.     |
| Bieg indywidualny | Andrzej Nędza-Kubiniec | 5 (2+1+1+1) | 55:39,9 | +7:36,1 | 79.     |

#### Sztafeta mieszana
| Konkurencja       | Zawodnik               | Strzelanie | Czas      | Strata  | Miejsce |
| ----------------- | ---------------------- | ---------- | --------- | ------- | ------- |
| Sztafeta mieszana | Magdalena Gwizdoń      | 0+8        | 1:12:17,9 | +3:43,6 | 16.     |
| Sztafeta mieszana | Kamila Żuk             | 0+8        | 1:12:17,9 | +3:43,6 | 16.     |
| Sztafeta mieszana | Andrzej Nędza-Kubiniec | 0+8        | 1:12:17,9 | +3:43,6 | 16.     |
| Sztafeta mieszana | Grzegorz Guzik         | 0+8        | 1:12:17,9 | +3:43,6 | 16.     |

### Biegi narciarskie
Źródło:

#### Kobiety
- Martyna Galewicz
- Sylwia Jaśkowiec
- Justyna Kowalczyk
- Ewelina Marcisz

| Konkurencja  | Zawodniczka       | Styl klasyczny | Styl klasyczny | Styl dowolny | Styl dowolny | Finał   | Finał   | Finał   |
| Konkurencja  | Zawodniczka       | Czas           | Miejsce        | Czas         | Miejsce      | Czas    | Strata  | Miejsce |
| ------------ | ----------------- | -------------- | -------------- | ------------ | ------------ | ------- | ------- | ------- |
| Bieg łączony | Martyna Galewicz  | 24:06,4        | 42.            | 20:44,9      | 34.          | 44:51,3 | +4:06,4 | 41.     |
| Bieg łączony | Sylwia Jaśkowiec  | 23:22,5        | 31.            | 20:33,8      | 29.          | 43:56,3 | +3:11,4 | 30.     |
| Bieg łączony | Justyna Kowalczyk | 22:01,1        | 13.            | 20:29,7      | 25.          | 42:30,8 | +1:45,9 | 17.     |
| Bieg łączony | Ewelina Marcisz   | 23:21,9        | 30.            | 20:34,8      | 30.          | 43:56,7 | +3:11,8 | 31.     |

| Wydarzenie                        | Zawodniczka                                                         | Kwalifikacje | Kwalifikacje | Ćwierćfinały | Ćwierćfinały | Półfinały | Półfinały | Finały    | Finały   | Finały  |
| Wydarzenie                        | Zawodniczka                                                         | Czas         | Miejsce      | Czas         | Miejsce      | Czas      | Miejsce   | Czas      | Strata   | Miejsce |
| --------------------------------- | ------------------------------------------------------------------- | ------------ | ------------ | ------------ | ------------ | --------- | --------- | --------- | -------- | ------- |
| Sprint stylem klasycznym          | Sylwia Jaśkowiec                                                    | 3:27,94      | 37.          | NQ           | NQ           | NQ        | NQ        | NQ        | NQ       | 37.     |
| Sprint stylem klasycznym          | Justyna Kowalczyk                                                   | 3:20,00      | 22. Q        | 3:17,47      | 5.           | NQ        | NQ        | NQ        | NQ       | 22.     |
| Sprint stylem klasycznym          | Ewelina Marcisz                                                     | 3:28,11      | 38.          | NQ           | NQ           | NQ        | NQ        | NQ        | NQ       | 38.     |
| Bieg indywidualny stylem dowolnym | Martyna Galewicz                                                    | —            | —            | —            | —            | —         | —         | 29:23,3   | +4:22,8  | 64.     |
| Bieg indywidualny stylem dowolnym | Sylwia Jaśkowiec                                                    | —            | —            | —            | —            | —         | —         | 27:21,5   | +2:21,0  | 24.     |
| Bieg indywidualny stylem dowolnym | Ewelina Marcisz                                                     | —            | —            | —            | —            | —         | —         | 28:10,0   | +3:09,5  | 42.     |
| Bieg masowy stylem klasycznym     | Justyna Kowalczyk                                                   | —            | —            | —            | —            | —         | —         | 1:27:21,8 | +5:04,2  | 14.     |
| Sprint drużynowy stylem dowolnym  | Sylwia Jaśkowiec Justyna Kowalczyk                                  | —            | —            | —            | —            | 16:35,19  | 5. Q      | 16:32,48  | +36,01   | 7.      |
| Sztafeta                          | Ewelina Marcisz Justyna Kowalczyk Martyna Galewicz Sylwia Jaśkowiec | —            | —            | —            | —            | —         | —         | 54:30,9   | +3:06.,6 | 10.     |

#### Mężczyźni
- Dominik Bury
- Kamil Bury
- Maciej Staręga

| Konkurencja  | Zawodniczka  | Styl klasyczny | Styl klasyczny | Styl dowolny | Styl dowolny | Finał     | Finał   | Finał   |
| Konkurencja  | Zawodniczka  | Czas           | Miejsce        | Czas         | Miejsce      | Czas      | Strata  | Miejsce |
| ------------ | ------------ | -------------- | -------------- | ------------ | ------------ | --------- | ------- | ------- |
| Bieg łączony | Dominik Bury | 21:38,9        | 59.            | 38:44,4      | 51.          | 1:23:20,3 | +7:00,3 | 52.     |

| Wydarzenie                        | Zawodniczka                 | Kwalifikacje | Kwalifikacje | Ćwierćfinały | Ćwierćfinały | Półfinały | Półfinały | Finały  | Finały  | Finały  |
| Wydarzenie                        | Zawodniczka                 | Czas         | Miejsce      | Czas         | Miejsce      | Czas      | Miejsce   | Czas    | Strata  | Miejsce |
| --------------------------------- | --------------------------- | ------------ | ------------ | ------------ | ------------ | --------- | --------- | ------- | ------- | ------- |
| Sprint stylem klasycznym          | Kamil Bury                  | 3:17,15      | 28. Q        | 3:25,79      | 6.           | NQ        | NQ        | NQ      | NQ      | 30.     |
| Sprint stylem klasycznym          | Maciej Staręga              | 3:19,42      | 38.          | NQ           | NQ           | NQ        | NQ        | NQ      | NQ      | 38.     |
| Bieg indywidualny stylem dowolnym | Dominik Bury                | —            | —            | —            | —            | —         | —         | 36:11,1 | +2:27,2 | 33.     |
| Bieg indywidualny stylem dowolnym | Kamil Bury                  | —            | —            | —            | —            | —         | —         | 38:38,7 | +4:54,8 | 78.     |
| Bieg indywidualny stylem dowolnym | Maciej Staręga              | —            | —            | —            | —            | —         | —         | 38:58,9 | +5:15,0 | 82.     |
| Sprint drużynowy stylem dowolnym  | Dominik Bury Maciej Staręga | —            | —            | —            | —            | 16:21,83  | 7.        | NQ      | NQ      | 13.     |

### Bobsleje
W polskiej kadrze olimpijskiej na igrzyska w Pjongczangu znalazło się pięciu bobsleistów, którzy byli debiutantami na olimpiadzie. Spośród nich Mateusz Luty i Krzysztof Tylkowski wystąpili w obu konkurencjach mężczyzn – dwójkach i czwórkach, a Arnold Zdebiak nie wystąpił w żadnej konkurencji. W dwójkach zajęli 24. miejsce w stawce 30 bobów. W czwórkach polski bob został sklasyfikowany na 13. miejscu.

#### Mężczyźni
- Mateusz Luty
- Grzegorz Kossakowski
- Łukasz Miedzik
- Krzysztof Tylkowski
- Arnold Zdebiak (rezerwowy)

| Konkurencja      | Zawodnik                                                             | 1. przejazd | 1. przejazd | 2. przejazd | 2. przejazd | 3. przejazd | 3. przejazd | 4. przejazd | 4. przejazd | Suma    | Suma    |
| Konkurencja      | Zawodnik                                                             | Czas        | Miejsce     | Czas        | Miejsce     | Czas        | Miejsce     | Czas        | Miejsce     | Czas    | Miejsce |
| ---------------- | -------------------------------------------------------------------- | ----------- | ----------- | ----------- | ----------- | ----------- | ----------- | ----------- | ----------- | ------- | ------- |
| Dwójki mężczyzn  | Mateusz Luty Krzysztof Tylkowski                                     | 49,87       | 21.         | 50,10       | 23.         | 49,92       | 24.         | NQ          | NQ          | 2:29,89 | 24.     |
| Czwórki mężczyzn | Mateusz Luty Grzegorz Kossakowski Łukasz Miedzik Krzysztof Tylkowski | 49,04       | 7.          | 49,59       | 18.         | 49,46       | 12.         | 49,80       | 17.         | 3:17,89 | 13.     |

### Kombinacja norweska
Źródło:

#### Mężczyźni
- Adam Cieślar
- Szczepan Kupczak
- Wojciech Marusarz
- Paweł Słowiok

| Konkurencja                     | Zawodnik          | Skok      | Skok   | Skok    | Bieg               | Bieg               | Bieg               | Miejsce |
| Konkurencja                     | Zawodnik          | Odległość | Punkty | Miejsce | Czas               | Strata             | Miejsce            | Miejsce |
| ------------------------------- | ----------------- | --------- | ------ | ------- | ------------------ | ------------------ | ------------------ | ------- |
| Skocznia normalna/bieg na 10 km | Adam Cieślar      | 81,0      | 68,7   | 44.     | 29:38,7            | +4:47,3            | 34.                | 42.     |
| Skocznia normalna/bieg na 10 km | Szczepan Kupczak  | 97,0      | 96,8   | 20.     | 29:02,6            | +4:11,2            | 45.                | 39.     |
| Skocznia normalna/bieg na 10 km | Wojciech Marusarz | 79,5      | 61,3   | 45.     | 31:27,5            | +6:36,1            | 46.                | 47.     |
| Skocznia normalna/bieg na 10 km | Paweł Słowiok     | 92,5      | 88,3   | 32.     | 27:26,6            | +2:35,2            | 12.                | 22.     |
| Skocznia duża/bieg na 10 km     | Adam Cieślar      | 119,0     | 89,8   | 33.     | 24:07,4            | +3:30,9            | 21.                | 33.     |
| Skocznia duża/bieg na 10 km     | Szczepan Kupczak  | 129,0     | 122,1  | 12.     | 25:34,3            | +2:48,8            | 42.                | 25.     |
| Skocznia duża/bieg na 10 km     | Wojciech Marusarz | 114,0     | 82,3   | 39.     | nie ukończył biegu | nie ukończył biegu | nie ukończył biegu | dnf     |
| Skocznia duża/bieg na 10 km     | Paweł Słowiok     | 119,5     | 93,2   | 32.     | 24:13,3            | +3:23,8            | 25.                | 29.     |
| Konkurs drużynowy               | Adam Cieślar      | 121,5     | 337,2  | 8.      | 51:24,8            | +5:15,0            | 10.                | 9.      |
| Konkurs drużynowy               | Szczepan Kupczak  | 130,0     | 337,2  | 8.      | 51:24,8            | +5:15,0            | 10.                | 9.      |
| Konkurs drużynowy               | Wojciech Marusarz | 114,0     | 337,2  | 8.      | 51:24,8            | +5:15,0            | 10.                | 9.      |
| Konkurs drużynowy               | Paweł Słowiok     | 107,0     | 337,2  | 8.      | 51:24,8            | +5:15,0            | 10.                | 9.      |

### Łyżwiarstwo figurowe
Źródło:

#### Kobiety
- Natalia Kaliszek

#### Mężczyźni
- Maksym Spodyriew

| Konkurencja   | Zawodnicy                           | Taniec krótki | Taniec krótki | Taniec dowolny | Taniec dowolny | Nota łączna | Nota łączna |
| Konkurencja   | Zawodnicy                           | Punkty        | Miejsce       | Punkty         | Miejsce        | Punkty      | Miejsce     |
| ------------- | ----------------------------------- | ------------- | ------------- | -------------- | -------------- | ----------- | ----------- |
| Pary taneczne | Natalia Kaliszek / Maksym Spodyriew | 66,06         | 14.           | 95,29          | 15.            | 161,35      | 14.         |

### Łyżwiarstwo szybkie
Źródło:

#### Kobiety
- Katarzyna Bachleda-Curuś
- Karolina Bosiek
- Natalia Czerwonka
- Magdalena Czyszczoń
- Kaja Ziomek
- Luiza Złotkowska

| Konkurencja | Zawodniczka              | Finał   | Finał  | Finał   |
| Konkurencja | Zawodniczka              | Czas    | Strata | Miejsce |
| ----------- | ------------------------ | ------- | ------ | ------- |
| 500 metrów  | Kaja Ziomek              | 39,26   | +2,32  | 25.     |
| 1000 metrów | Karolina Bosiek          | 1:18,53 | +4,97  | 29.     |
| 1000 metrów | Natalia Czerwonka        | 1:15,77 | +2,21  | 12.     |
| 1500 metrów | Katarzyna Bachleda-Curuś | 1:58,53 | +4,16  | 13.     |
| 1500 metrów | Natalia Czerwonka        | 1:57,85 | +3,50  | 9.      |
| 1500 metrów | Luiza Złotkowska         | 1:58,99 | +4,64  | 17.     |
| 3000 metrów | Katarzyna Bachleda-Curuś | 4:12,57 | +13,36 | 17.     |
| 3000 metrów | Karolina Bosiek          | 4:12,44 | +13,23 | 16.     |
| 3000 metrów | Luiza Złotkowska         | 4:09,69 | +10,48 | 14.     |

#### Mężczyźni
- Zbigniew Bródka
- Sebastian Kłosiński
- Piotr Michalski
- Konrad Niedźwiedzki
- Artur Nogal
- Jan Szymański
- Artur Waś
- Adrian Wielgat

| Konkurencja | Zawodnik            | Finał    | Finał  | Finał   |
| Konkurencja | Zawodnik            | Czas     | Strata | Miejsce |
| ----------- | ------------------- | -------- | ------ | ------- |
| 500 metrów  | Piotr Michalski     | 35,64    | +1,23  | 33.     |
| 500 metrów  | Artur Nogal         | 58,71    | +24.30 | 36.     |
| 500 metrów  | Artur Waś           | 35,02    | +0,61  | 13.     |
| 1000 metrów | Sebastian Kłosiński | 1:09,59  | +1,64  | 17.     |
| 1000 metrów | Piotr Michalski     | 1:10,17  | +2,22  | 31.     |
| 1000 metrów | Konrad Niedźwiedzki | 1:10,026 | +2,07  | 23.     |
| 1500 metrów | Zbigniew Bródka     | 1:46,31  | +2,30  | 12.     |
| 1500 metrów | Konrad Niedźwiedzki | 1:47,07  | +2,47  | 20.     |
| 1500 metrów | Jan Szymański       | 1:46,48  | +3,06  | 16.     |
| 5000 metrów | Adrian Wielgat      | 6:31,71  | +21,95 | 22.     |

### Narciarstwo alpejskie
Źródło:

#### Kobiety
- Maryna Gąsienica-Daniel

| Konkurencja     | Zawodniczka             | 1 przejazd | 1 przejazd | 2 przejazd | 2 przejazd | Łącznie | Łącznie | Źródło |
| Konkurencja     | Zawodniczka             | Czas       | Pozycja    | Czas       | Pozycja    | Czas    | Pozycja | Źródło |
| --------------- | ----------------------- | ---------- | ---------- | ---------- | ---------- | ------- | ------- | ------ |
| Zjazd           | Maryna Gąsienica-Daniel | N/A        | N/A        | N/A        | N/A        | 1:43,30 | 24.     | [ 82 ] |
| Supergigant     | Maryna Gąsienica-Daniel | N/A        | N/A        | N/A        | N/A        | 1:23,21 | 26.     | [ 83 ] |
| slalom gigant   | Maryna Gąsienica-Daniel | 1:13,89    | 24.        | 1:11,80    | 28.        | 2:25,69 | 27.     | [ 84 ] |
| superkombinacja | Maryna Gąsienica-Daniel | 1:44,35    | 19.        | 42,84      | 13.        | 2:27,19 | 16.     | [ 85 ] |

#### Mężczyźni
- Michał Jasiczek
- Michał Kłusak

| Konkurencja     | Zawodnik        | 1 przejazd | 1 przejazd | 2 przejazd | 2 przejazd | Łącznie | Łącznie | Źródło |
| Konkurencja     | Zawodnik        | Czas       | Pozycja    | Czas       | Pozycja    | Czas    | Pozycja | Źródło |
| --------------- | --------------- | ---------- | ---------- | ---------- | ---------- | ------- | ------- | ------ |
| Zjazd           | Michał Kłusak   | N/A        | N/A        | N/A        | N/A        | 1:45,42 | 42.     | [ 86 ] |
| supergigant     | Michał Kłusak   | N/A        | N/A        | N/A        | N/A        | DNF     | DNF     | [ 87 ] |
| Superkombinacja | Michał Kłusak   | 1:22,64    | 46.        | DNF        | DNF        | DNF     | DNF     | [ 88 ] |
| slalom gigant   | Michał Jasiczek | DNS        | DNS        | DNS        | DNS        | DNS     | DNS     | [ 89 ] |
| slalom          | Michał Jasiczek | 51,64      | 30.        | DNF        | DNF        | DNF     | DNF     | [ 90 ] |

### Narciarstwo dowolne
Źródło:

#### Kobiety
- Karolina Riemen-Żerebecka

| Konkurencja | Zawodniczka               | Kwalifikacje                    | Kwalifikacje                    | 1/8 finału                      | Ćwierćfinał                     | Półfinał                        | Finał                           | Miejsce końcowe                 |
| Konkurencja | Zawodniczka               | Czas                            | Miejsce                         | 1/8 finału                      | Ćwierćfinał                     | Półfinał                        | Finał                           | Miejsce końcowe                 |
| ----------- | ------------------------- | ------------------------------- | ------------------------------- | ------------------------------- | ------------------------------- | ------------------------------- | ------------------------------- | ------------------------------- |
| Skicross    | Karolina Riemen-Żerebecka | nie wzięła udziału w igrzyskach | nie wzięła udziału w igrzyskach | nie wzięła udziału w igrzyskach | nie wzięła udziału w igrzyskach | nie wzięła udziału w igrzyskach | nie wzięła udziału w igrzyskach | nie wzięła udziału w igrzyskach |

### Saneczkarstwo
Polska wysłała na igrzyska w Pjongczangu sześcioro saneczkarzy – czterech mężczyzn i dwie kobiety. Najbardziej doświadczonym zawodnikiem w kadrze był Maciej Kurowski, dla którego były to trzecie igrzyska w karierze. W swojej drugiej olimpiadzie uczestniczyły Ewa Kuls-Kusyk i Natalia Wojtuściszyn. Po raz pierwszy na igrzyskach wystąpili Mateusz Sochowicz, Wojciech Chmielewski i Jakub Kowalewski. W rywalizacji jedynek mężczyzn wzięli udział Maciej Kurowski i Mateusz Sochowicz. Kurowski zajął 19. miejsce wśród 40. sklasyfikowanych zawodników, co było jego najlepszym rezultatem podczas startów w zawodach olimpijskich. W poprzednich startach dwukrotnie klasyfikowany był na 23. miejscu w Vancouver i Soczi. Sochowicz natomiast został sklasyfikowany na 27. pozycji. W konkurencji jedynek kobiet wystąpiły Ewa Kuls-Kusyk, która ukończyła rywalizację na 20. miejscu spośród 30. startujących zawodniczek, natomiast Natalia Wojtuściszyn uplasowała się na 25. pozycji. W porównaniu do poprzednich igrzysk Kuls-Kusyk poprawiła się o jedną pozycję, z kolei Wojtuściszyn zanotowała gorszy start niż cztery lata wcześniej kiedy to zajęła 16 miejsce. W rywalizacji dwójek Chmielewski i Kowalewski zajęli 12. miejsce na 20 startujących reprezentacji. Ostatnią konkurencją była rywalizacja sztafet, w której udział wzięli Ewa Kuls-Kusyk, Maciej Kurowski, Wojciech Chmielewski oraz Jakub Kowalewski. Polska drużyna zajęła 8. miejsce spośród 13. startujących reprezentacji.

#### Kobiety
- Ewa Kuls-Kusyk
- Natalia Wojtuściszyn

| Konkurencja | Zawodniczka          | 1. przejazd | 1. przejazd | 2. przejazd | 2. przejazd | 3. przejazd | 3. przejazd | 4. przejazd | 4. przejazd | Suma     | Suma    |
| Konkurencja | Zawodniczka          | Czas        | Miejsce     | Czas        | Miejsce     | Czas        | Miejsce     | Czas        | Miejsce     | Czas     | Miejsce |
| ----------- | -------------------- | ----------- | ----------- | ----------- | ----------- | ----------- | ----------- | ----------- | ----------- | -------- | ------- |
| Jedynki     | Ewa Kuls-Kusyk       | 47,037      | 20.         | 46,933      | 22.         | 47,212      | 19.         | NQ          | NQ          | 2:21,182 | 20.     |
| Jedynki     | Natalia Wojtuściszyn | 49,133      | 29.         | 46,736      | 17.         | 47,290      | 20.         | NQ          | NQ          | 2:23,159 | 25.     |

#### Mężczyźni
- Wojciech Chmielewski
- Jakub Kowalewski
- Maciej Kurowski
- Mateusz Sochowicz

| Konkurencja | Zawodnik                              | 1. przejazd | 1. przejazd | 2. przejazd | 2. przejazd | 3. przejazd | 3. przejazd | 4. przejazd | 4. przejazd | Suma     | Suma    |
| Konkurencja | Zawodnik                              | Czas        | Miejsce     | Czas        | Miejsce     | Czas        | Miejsce     | Czas        | Miejsce     | Czas     | Miejsce |
| ----------- | ------------------------------------- | ----------- | ----------- | ----------- | ----------- | ----------- | ----------- | ----------- | ----------- | -------- | ------- |
| Jedynki     | Maciej Kurowski                       | 48,103      | 18.         | 48,467      | 24.         | 48,158      | 22.         | 47,885      | 16.         | 3:12,613 | 19.     |
| Jedynki     | Mateusz Sochowicz                     | 49,047      | 26.         | 48,203      | 19.         | 48,930      | 31.         | NQ          | NQ          | 2:26,180 | 27.     |
| Dwójki      | Wojciech Chmielewski Jakub Kowalewski | 46,609      | 13.         | 46,478      | 14.         | —           | —           | —           | —           | 1:33,087 | 12.     |

#### Sztafeta
| Konkurencja | Zawodnicy                                                            | 1. przejazd | 1. przejazd | 2. przejazd | 2. przejazd | 3. przejazd | 3. przejazd | Suma     | Suma    |
| Konkurencja | Zawodnicy                                                            | Czas        | Miejsce     | Czas        | Miejsce     | Czas        | Miejsce     | Czas     | Miejsce |
| ----------- | -------------------------------------------------------------------- | ----------- | ----------- | ----------- | ----------- | ----------- | ----------- | -------- | ------- |
| Sztafeta    | Ewa Kuls-Kusyk Maciej Kurowski Wojciech Chmielewski Jakub Kowalewski | 47,711      | 10.         | 49,134      | 8.          | 49,568      | 9.          | 2:26,413 | 8.      |

### Short track
Źródło:

#### Kobiety
- Natalia Maliszewska
- Magdalena Warakomska

| Konkurencja | Zawodniczka          | Kwalifikacje | Kwalifikacje | Ćwierćfinał | Ćwierćfinał | Półfinał | Półfinał | Finał | Finał   | Miejsce |
| Konkurencja | Zawodniczka          | Czas         | Pozycja      | Czas        | Pozycja     | Czas     | Pozycja  | Czas  | Pozycja | Miejsce |
| ----------- | -------------------- | ------------ | ------------ | ----------- | ----------- | -------- | -------- | ----- | ------- | ------- |
| 500 metrów  | Natalia Maliszewska  | 43,725       | 2. Q         | 43,384      | 3.          | NQ       | NQ       | NQ    | NQ      | 11.     |
| 500 metrów  | Magdalena Warakomska | 44,311       | 4.           | NQ          | NQ          | NQ       | NQ       | NQ    | NQ      | 28.     |
| 1000 metrów | Magdalena Warakomska | 1:31,259     | 2. Q         | 1:31,698    | 3.          | NQ       | NQ       | NQ    | NQ      | 12.     |
| 1500 metrów | Magdalena Warakomska | 2:23,693     | 4.           | NQ          | NQ          | NQ       | NQ       | NQ    | NQ      | 20.     |

#### Mężczyźni
- Bartosz Konopko

| Konkurencja | Zawodnik        | Kwalifikacje | Kwalifikacje | Ćwierćfinał | Ćwierćfinał | Półfinał | Półfinał | Finał | Finał   | Miejsce |
| Konkurencja | Zawodnik        | Czas         | Pozycja      | Czas        | Pozycja     | Czas     | Pozycja  | Czas  | Pozycja | Miejsce |
| ----------- | --------------- | ------------ | ------------ | ----------- | ----------- | -------- | -------- | ----- | ------- | ------- |
| 500 metrów  | Bartosz Konopko | 41,039       | 2. Q         | 1:10,996    | 5.          | NQ       | NQ       | NQ    | NQ      | 17.     |

### Skoki narciarskie
Źródło:

#### Mężczyźni
- Stefan Hula
- Maciej Kot
- Dawid Kubacki
- Kamil Stoch
- Piotr Żyła

| Konkurencja       | Zawodnik                                         | Kwalifikacje | Kwalifikacje | Kwalifikacje | Runda 1.            | Runda 1. | Runda 1. | Runda 2.            | Runda 2. | Runda 2. | Suma   | Suma    |
| Konkurencja       | Zawodnik                                         | Odległość    | Punkty       | Miejsce      | Odległość           | Punkty   | Miejsce  | Odległość           | Punkty   | Miejsce  | Punkty | Miejsce |
| ----------------- | ------------------------------------------------ | ------------ | ------------ | ------------ | ------------------- | -------- | -------- | ------------------- | -------- | -------- | ------ | ------- |
| Skocznia normalna | Stefan Hula                                      | 100,5        | 122,7        | 9. Q         | 111,0               | 131,8    | 1. Q     | 105,5               | 117,0    | 11.      | 248,8  | 5.      |
| Skocznia normalna | Maciej Kot                                       | 99,0         | 122,0        | 11. Q        | 99,0                | 109,6    | 20. Q    | 102,0               | 107,4    | 19.      | 217,0  | 19.     |
| Skocznia normalna | Dawid Kubacki                                    | 104,5        | 129,6        | 3. Q         | 88,0                | 92,0     | 35.      | NQ                  | NQ       | NQ       | 92,0   | 35.     |
| Skocznia normalna | Kamil Stoch                                      | 104,0        | 131,7        | 2. Q         | 106,5               | 125,9    | 2. Q     | 105,5               | 123,4    | 6.       | 249,3  | 4.      |
| Skocznia duża     | Stefan Hula                                      | 127          | 110,4        | 18. Q        | 132                 | 131,2    | 12. Q    | 129,5               | 122,2    | 16       | 253,4  | 15.     |
| Skocznia duża     | Maciej Kot                                       | 138          | 124,8        | 8. Q         | 128,5               | 124,2    | 17. Q    | 129,5               | 120,4    | 18       | 247,4  | 19.     |
| Skocznia duża     | Dawid Kubacki                                    | 127          | 114,7        | 14. Q        | 134,5               | 137,4    | 5. Q     | 126                 | 120,6    | 17       | 258    | 10.     |
| Skocznia duża     | Kamil Stoch                                      | 131,5        | 125,6        | 7. Q         | 135                 | 143,8    | 1. Q     | 135                 | 136,5    | 3        | 285,7  | złoto   |
| Konkurs drużynowy | Maciej Kot Stefan Hula Dawid Kubacki Kamil Stoch | —            | —            | —            | 129,5 130 138,5 139 | 540,9    | 3. Q     | 133 134 138,5 134,5 | 531,5    | 3        | 1072,4 | brąz    |

### Snowboard
Źródło:

#### Kobiety
- Aleksandra Król
- Karolina Sztokfisz
- Weronika Biela
- Zuzanna Smykała

| Konkurencja       | Zawodnik           | Rozstawienie | Rozstawienie | 1/8 finału      | Ćwierćfinał     | Półfinał        | Finał           | Finał   | Źródło                  |
| Konkurencja       | Zawodnik           | Czas         | Miejsce      | Przeciwnik Czas | Przeciwnik Czas | Przeciwnik Czas | Przeciwnik Czas | Miejsce | Źródło                  |
| ----------------- | ------------------ | ------------ | ------------ | --------------- | --------------- | --------------- | --------------- | ------- | ----------------------- |
| slalom równoległy | Karolina Sztokfisz | DSQ          | DSQ          | NQ              | NQ              | NQ              | NQ              | NQ      | [ 124 ] [ 125 ] [ 126 ] |
| slalom równoległy | Weronika Biela     | 1:35,92      | 24.          | NQ              | NQ              | NQ              | NQ              | NQ      | [ 124 ] [ 125 ] [ 126 ] |
| slalom równoległy | Aleksandra Król    | 1:33,13      | 10.          | Zogg P (+0.70)  | NQ              | NQ              | NQ              | NQ      | [ 124 ] [ 125 ] [ 126 ] |

| Konkurencja | Zawodnik        | Rozstawienie | Rozstawienie | Ćwierćfinał | Półfinał | Finał   | Finał   | Źródło          |
| Konkurencja | Zawodnik        | Czas         | Miejsce      | Pozycja     | Pozycja  | Pozycja | Miejsce | Źródło          |
| ----------- | --------------- | ------------ | ------------ | ----------- | -------- | ------- | ------- | --------------- |
| cross       | Zuzanna Smykała | 1:23,41      | 23.          | 5.          | NQ       | NQ      | NQ      | [ 127 ] [ 128 ] |

#### Mężczyźni
- Mateusz Ligocki
- Oskar Kwiatkowski

| Konkurencja | Zawodnik        | Rozstawienie | Rozstawienie | 1/8 Finału | Ćwierćfinał | Półfinał | Finał   | Finał   | Źródło                  |
| Konkurencja | Zawodnik        | Czas         | Miejsce      | Pozycja    | Pozycja     | Pozycja  | Pozycja | Miejsce | Źródło                  |
| ----------- | --------------- | ------------ | ------------ | ---------- | ----------- | -------- | ------- | ------- | ----------------------- |
| cross       | Mateusz Ligocki | 1:19,22      | 39.          | 3.         | 5.          | NQ       | NQ      | NQ      | [ 129 ] [ 130 ] [ 131 ] |

| Konkurencja       | Zawodnik          | Rozstawienie | Rozstawienie | 1/8 finału       | Ćwierćfinał     | Półfinał        | Finał           | Finał   | Źródło                  |
| Konkurencja       | Zawodnik          | Czas         | Miejsce      | Przeciwnik Czas  | Przeciwnik Czas | Przeciwnik Czas | Przeciwnik Czas | Miejsce | Źródło                  |
| ----------------- | ----------------- | ------------ | ------------ | ---------------- | --------------- | --------------- | --------------- | ------- | ----------------------- |
| slalom równoległy | Oskar Kwiatkowski | 1:25,72      | 13.          | Dufour P (+0,10) | NQ              | NQ              | NQ              | NQ      | [ 132 ] [ 133 ] [ 134 ] |